# Kim Ja-ok
Kim Ja ok (11 de octubre de 1951 – 16 de noviembre de 2014) fue una actriz surcoreana. 

## Biografía
Nació en Busan en 1951 y estudió en la Universidad de Hanyang con mención en Cine.
El 16 de noviembre de 2014, se informó por Yonhap News que había muerto debido a cáncer de pulmón.

## Carrera
Comenzó su carrera de actriz después ser admitida en un reclutamiento abierto de MBC TV. Durante el inicio de la década de 1970, principalmente protagonizó series, mientras que posteriormente se centró en el cine. Ganó popularidad por su alegre representación de una mujer de la nueva generación en Sinbu ilgi (신부일기).

## Filmografía

### Series de televisión
| Año         | Título                     | Personaje | Notas         |
| ----------- | -------------------------- | --------- | ------------- |
| 2009 - 2010 | High Kick Through The Roof | Kim Ja-ok | 126 episodios |

## Premios
- 1975 11 de Baeksang Arts Awards: Mejor Actriz de televisión (수선화 MBC)
- 1975 11 de Baeksang Arts Awards: Actriz más popular
- 1976 12 de Baeksang Arts Awards: Mejor Actriz de Cine (보통여자(김수현의 보통여자))
- 1979 15 de Baeksang Arts Awards: Mejor Actriz de Cine (목마위의 여자)
- 2011 KBS Drama Awards: Premio a la Excelencia, Actriz en una Serie de Drama (Ojakgyo de la Familia)
- 2014 MBC Drama Awards: Premio a los Logros
- 2014 SBS Drama Awards: Premio a la trayectoria
- 2014 KBS Drama Awards: Premio a los Logros